# Dumbrava (okręg Marusza)
Dumbrava – wieś w Rumunii, w okręgu Marusza, w gminie Vătava. W 2011 roku liczyła 671 mieszkańców.